# 将棋ペンクラブ大賞
将棋ペンクラブ大賞（しょうぎぺんくらぶたいしょう）は、「将棋ペンクラブ」（将棋と文章を愛する、観戦記者、作家、棋士などの親睦団体）が主催する、優れた将棋観戦記、将棋関係の著作等に授与する賞。
現在は「観戦記部門」「文芸部門」「技術部門」「特別賞」の各部門ごとに表彰作品を選出する。

## 歴代受賞作品
| 0回次0 | 00年00 | ＿受賞作品 | 最終選考委員                                                  | 出典   |
| ------ | ------ | --- | ------------------------------------------------------------- | ------ |
| 第1回  | 1989年 | - 新聞観戦記部門：大賞 井口昭夫「A級順位戦」米長邦雄－加藤一二三（毎日新聞、88.1.20～） - 新聞観戦記部門：佳作 島朗「新人王戦」佐藤康光－富岡英作（赤旗、88.4.5～） - 雑誌部門：大賞 高柳敏夫「愛弟子・芹沢博文の死」（文藝春秋、88.3月号） - 特別賞：団鬼六「将棋三昧」、「鬼六面白巷談」（近代将棋連載）をはじめ、将棋普及の功績に対して | 山口瞳 色川武大 中原誠                                        | [ 1 ]  |
| 第2回  | 1990年 | - 新聞観戦記部門：大賞 池崎和記「第14期棋王戦5番勝負第1局」南芳一－谷川浩司（共同通信、89.3.24～） - 雑誌部門：大賞 弦巻勝「棋士たちの大晦日」（月刊PLAYBOY、89.5月号） - 特別賞：バトルロイヤル風間「オレたち将棋ん族」（週刊将棋、連載） | 山口瞳 三浦哲郎 中原誠                                        | [ 2 ]  |
| 第3回  | 1991年 | - 新聞観戦記部門：大賞 九路人（表谷泰彦）「王座戦第3局」中原誠－谷川浩司（日経新聞、90.10.16～） - 新聞観戦記部門：佳作 斎藤哲男「A級順位戦」米長邦雄－塚田泰明（毎日新聞、90.9.6～） - 雑誌部門：大賞 先崎学「ことしの名場面、珍場面」（近代将棋、90.12月号） - 雑誌部門：佳作 青野照市「将棋 今月の投了図」（ザ・ゴールド） - 雑誌部門：話題賞 四方山坂「ハブ」（オール読物、90.6月号） - 特別賞：沢実 NHK将棋番組担当チーフディレクター | 山口瞳 三浦哲郎 中原誠                                        | [ 3 ]  |
| 第4回  | 1992年 | - 新聞観戦記部門：大賞 該当作なし - 新聞観戦記部門：佳作 木屋太二「天王戦四段戦1回戦」佐藤秀司－丸山忠久（91.1.28～） - 雑誌部門：大賞 内藤國雄「我が師 藤内先生の想い出」（将棋世界、92.1月号） - 雑誌部門：佳作 国枝久美子「小池吐血の決戦 やがて、哀しき」天野高志－小池重明（将棋ジャーナル、91.6月号） - 雑誌部門：佳作 湯川博士「好きこそものの」（近代将棋、91.8、9月号） - 雑誌部門：佳作 池田弘志「将棋で、お金が儲かるか－第12回中戸俊洋氏」（将棋世界、91.12月号） - 特別賞：加藤治郎 三象子のペンネームで戦後、朝日新聞の将棋観戦記を担当 - 特別賞：春原千秋 本誌に「将棋を愛した文豪たち」を連載 | 山口瞳 三浦哲郎 中原誠                                        | [ 4 ]  |
| 第5回  | 1993年 | ※この期から部門増加 - 観戦記部門：大賞 清水孝晏「A級順位戦」大山康晴－高橋道雄（毎日新聞、92.2.11～） - 観戦記部門：佳作 落合謙（鈴木宏彦）「オールスター勝ち抜き戦」加藤一二三－長沼洋（日刊ゲンダイ、93.3.9～） - 一般部門：佳作 森信雄「風景 御蔵島行」（将棋世界、92.8月号） - 一般部門：佳作 角建逸「詰将棋探検隊は行く」（将棋、92.秋号） - 一般部門：佳作 湯川恵子「女の直感」（近代将棋、92.10、11月号） - 著作部門：大賞 大竹延『将棋歳時記』（創樹社、92.8） - 技術佳作：所司和晴『急戦！振り飛車破り5 徹底腰掛け銀』（毎日コミュニケーションズ、92.9） - 特別技術賞：羽生善治『羽生の頭脳5 最強矢倉・後手急戦と3七銀戦法』（日本将棋連盟、93.1） - 特別賞：森田銀杏（森田正司）長年の「詰棋めいと」「詰研会報」発行などを通じて詰将棋の発展に寄与 | 山口瞳 三浦哲郎 中原誠                                        | [ 5 ]  |
| 第6回  | 1994年 | - 観戦記部門：大賞 谷川浩司「第63期棋聖戦5番勝負第1局」羽生善治－谷川浩司（将棋世界） - 観戦記部門：佳作 奈良岡実「小学生特選譜」柳谷朔太－村上友太（陸奥新報、93.10.20～） - 一般部門：大賞 奥山紅樹「アヤノの挑戦」（将棋マガジン、連載） - 一般部門：佳作 畠山直毅「避けては通れない道」（NHK講座、94.3月号） - 一般部門：佳作 山岸浩史「羽生善治“史上最強”のミラクル頭脳」（月刊現代、93.11月号） - 著作特別技術賞：小林健二『スーパー四間飛車』（毎日コミュニケーションズ、93.7） | 山口瞳 高橋呉郎 中原誠                                        | [ 6 ]  |
| 第7回  | 1995年 | - 観戦記部門：大賞 鈴木宏彦「第36期王位戦予選第4局」米長邦雄－藤井猛（三社連合） - 観戦記部門：佳作 成田公哉「全県選抜将棋大会B組1回戦」成田公哉－中田博光（秋田魁新報） - 観戦記部門：佳作 萩坂昭洋「最強者決定戦準々決勝」笹木敬行－斉藤良（福島民報） - 一般部門：大賞 青野照市「実戦青野塾」（近代将棋、連載） - 著作部門：大賞 島朗『角換わり腰掛け銀研究』（毎日コミュニケーションズ、94.10） - 著作部門：佳作 炬口勝弘『王手！ 将棋戦国絵巻』（毎日コミュニケーションズ、94.5） | 江國滋 東公平 高橋呉郎 0 技術アドバイザー 内藤國雄            | [ 7 ]  |
| 第8回  | 1996年 | - 観戦記部門：大賞 原田史郎（中平邦彦）「王位戦7番勝負第4局」羽生善治－郷田真隆（三社連合、95.8.2～） - 観戦記部門：佳作 甘竹潤二「第53期名人戦7番勝負第4局」森下卓－羽生善治（毎日新聞、95.5.1～） - 観戦記部門：佳作 ほんまゆみ「レディースオープントーナメント '95決勝3番勝負第1局」清水市代－長沢千和子（週刊将棋、95.11.1～） - 一般部門：大賞 羽生善治・湯川博士「羽生善治“考える方法”」（月刊宝石、96.4月号） - 一般部門：佳作 田辺忠幸「将棋界高みの見物」（近代将棋、連載） - 著作部門：大賞 東公平『升田幸三物語』（日本将棋連盟、96.3） - 著作部門：技術賞 勝又清和『消えた戦法の謎』（毎日コミュニケーションズ、95.12） - 著作部門：功労賞 越智信義 『将棋の博物誌』の著作をはじめとする将棋史の研究と功績 - 特別賞：湯村光造 打ち歩詰めの研究と「打ち歩詰め大賞」の創設に対して | 江國滋 常盤新平 東公平 0 技術アドバイザー 内藤國雄            | [ 8 ]  |
| 第9回  | 1997年 | - 観戦記部門：大賞 中島一彰「王位戦紅白リーグ」深浦康市－佐藤康光（三社連合、97.3.30～） - 観戦記部門：佳作 椋露地淳市「第19期佐賀名人戦挑戦手合3番勝負」星出明－才田信之（佐賀新聞、96.12.12～） - 一般部門：大賞 田辺忠幸・弦巻勝・高橋和・大崎善生・土方芳枝「和とレッスン・スペシャル」企画とチームによる作品に対して（将棋世界、連載） - 一般部門：佳作 鈴木輝彦「棋士それぞれの地平」（将棋世界、連載） - 著作部門：大賞 岡本嗣郎『9四歩の謎－孤高の棋士坂田三吉伝』（集英社、97.3） - 特別賞：駒研出版会（北田義之・増山雅人）長年に渡る駒の研究と『駒のささやき』の出版等に対して | 常盤新平 東公平 高橋呉郎 0 技術アドバイザー 内藤國雄          | [ 9 ]  |
| 第10回 | 1998年 | - 観戦記部門：大賞 甘竹潤二「A級順位戦」加藤一二三－中原誠（毎日新聞、97.9.22～） - 観戦記部門：佳作 緑（佐々木賢介）「全日本プロ・トーナメント」谷川浩司－森下卓（朝日新聞、97.6.3～） - 一般部門：大賞 真部一男「将棋論考」（将棋世界、連載） - 一般部門：佳作 田丸昇「と金通信」（小説すばる、連載） - 著作部門：大賞 山田修司『夢の華』（毎日コミュニケーションズ、98.3） - 著作部門：企画賞 別冊宝島編集部『将棋王手飛車読本』（宝島社、98.5） - 特別賞：清水孝晏 「日本棋書総覧」の編集出版、ならびに自宅において「将棋図書 資料館」を開設するなど、棋界と棋史研究、観戦記への幅広い貢献に対して | 常盤新平 高田宏 東公平 0 技術アドバイザー 内藤國雄            | [ 10 ] |
| 第11回 | 1999年 | ※この期より各部門賞から大賞1作を選出 - 大賞：鈴木宏彦（協力 島朗）『81桝物語』（毎日コミュニケーションズ、99.3） - 観戦記部門：部門賞 原田康子「第46期王座戦5番勝負第4局」谷川浩司－羽生善治（日経新聞、98.11.12～） - 観戦記部門：佳作 蛸島彰子「第9期女流王位戦5番勝負第3局」清水市代－矢内理絵子（三社連合、98.11.13～） - 一般部門：佳作 山田史生「将棋界つれづれ草」（週刊将棋、連載） - 著作部門：部門賞 鈴木宏彦（協力 島朗）『81桝物語』（毎日コミュニケーションズ、99.3） - 著作部門：特別技術賞 島朗（講師 佐藤康光・羽生善治・森内俊之）『読みの技法』（河出書房新社、99.3） - 著作部門：企画功労賞 湯川恵子・週刊ポスト編集部「トップ棋士が指導する将棋三番勝負」（週刊ポスト、連載） | 常盤新平 高田宏 東公平 0 技術アドバイザー 内藤國雄            | [ 11 ] |
| 第12回 | 2000年 | - 大賞：大崎善生『聖の青春』（講談社、00.2） - 観戦記部門：部門賞 青野照市「第47期王座戦本戦決勝」郷田真隆－丸山忠久（日経新聞、99.9.16～） - 観戦記部門：佳作 土佐浩司「第32期早指し将棋選手権戦決勝戦」森内俊之－土佐浩司（将棋世界、99.5月号） - 一般部門：部門賞 松原仁「コンピュータ将棋入門」（将棋世界、連載） - 著作部門：部門賞 大崎善生『聖の青春』（講談社、00.2） - 著作部門：佳作 高橋冨美子『駒袋』（編集工房ノア、00.3） - 特別賞：詰将棋パラダイス編・柳田明解説『看寿賞作品集』（毎日コミュニケーションズ、99.10） | 常盤新平 田辺忠幸 高橋呉郎 0 技術アドバイザー 内藤國雄        | [ 12 ] |
| 第13回 | 2001年 | - 大賞：石橋幸緒『生きてこそ光り輝く』（PHP研究所、00.10） - 観戦記部門：部門賞 先崎学「一歩竜王」 藤井 猛－羽生善治（将棋世界、01.3月号） - 観戦記部門：佳作 笹谷洋一「県代表対抗戦」笹谷洋一－塩津康司（日本海新聞姫路版、00.5.21～） - 一般部門：佳作 松本治人「羽生善治の軌跡」（将棋世界、01.3月号） - 一般部門：佳作 小室明「渡辺明物語」（週刊将棋、連載） - 著作部門：部門賞 石橋幸緒『生きてこそ光り輝く』（PHP研究所、00.10） - 著作部門：技術賞 森信雄『あっと驚く三手詰』（講談社、00.10） | 常盤新平 田辺忠幸 高橋呉郎 池内紀 0 技術アドバイザー 内藤國雄 | [ 13 ] |
| 第14回 | 2002年 | - 大賞：該当作なし - 観戦記部門：大賞 関浩「第59期名人戦7番勝負第7局」谷川浩司－丸山忠久（毎日新聞、01.6.30～） - 観戦記部門：佳作 小暮克洋「第50期王座戦予選特選譜」清水市代－佐々木慎（日経新聞、01.12.18～） - 一般部門：大賞 鵜飼直哉「幻の木村定跡」（将棋ペン倶楽部36、37号）と北村憲一「幻の“龍王”を求めて」（将棋ペン倶楽部37号）の連作に対して - 著作部門：該当作なし - 特別賞：読売新聞 「竜王戦」インターネット中継 | 常盤新平 田辺忠幸 高橋呉郎 池内紀 0 技術アドバイザー 内藤國雄 | [ 14 ] |
| 第15回 | 2003年 | - 大賞：河口俊彦『大山康晴の晩節』（飛鳥新社、03.3） - 観戦記部門：部門賞 西條耕一「第15期竜王戦7番勝負第4局」阿部隆－羽生善治（読売新聞、02.12.19～） - 観戦記部門：佳作 鈴木大介「第15期竜王戦2組2回戦」鈴木大介－深浦康市（読売新聞、02.4.22～） - 一般部門：部門賞 河口俊彦『大山康晴の晩節』（飛鳥新社、03.3） - 一般部門：佳作 日本将棋連盟女流棋士会編『女流棋士の本』（日本将棋連盟、03.3） - 特別賞 島朗『島ノート 振り飛車編』（講談社、02.11） | 常盤新平 田辺忠幸 高橋呉郎 池内紀                             | [ 15 ] |
| 第16回 | 2004年 | - 大賞：該当作なし - 観戦記部門：佳作 若島正「第51期王座戦5番勝負第2局」渡辺明－羽生善治（日経新聞、03.10.3～） - 観戦記部門：佳作 斎藤哲男「第22回オールスター勝ち抜き戦第27局」中原誠－松尾歩（日刊ゲンダイ、03.4.24～） - 一般部門：部門賞 加賀さやか・安恵照剛・湯川博士『将棋のひみつ』（学習研究社、03.6） - 一般部門：技術賞 深浦康市『最前線物語』（浅川書房、03.9） | 常盤新平 田辺忠幸 高橋呉郎 川北亮司                           | [ 16 ] |
| 第17回 | 2005年 | - 大賞：中井広恵『鏡花水月』（アップフロントブックス、04.8） - 観戦記部門：佳作 高野秀行「第17期竜王戦3組決勝」森二－神谷広志（読売新聞、04.6.18～） - 観戦記部門：佳作 小田尚英「第53回NHK杯準決勝第1局」羽生善治－丸山忠久（NHK将棋講座、04.5月号） - 一般部門：部門賞 中井広恵『鏡花水月』（アップフロントブックス、04.8） - 一般部門：佳作 山岸浩史「盤上のトリビア」（将棋世界、04.4～05.5月号） - 一般部門：著作技術賞 藤井猛『四間飛車の急所』シリーズ全4作（浅川書房） - 特別賞 増川宏一 長年にわたる将棋史研究の著述活動に対して | 常盤新平 田辺忠幸 川北亮司 若島正                             | [ 17 ] |
| 第18回 | 2006年 | ※この期から各部門ごとに大賞を選出 - 観戦記部門：佳作 福本和生「第76期棋聖戦5番勝負第2局」佐藤康光－羽生善治（産経新聞、05.6.26～） - 観戦記部門：佳作 小暮克洋「第18期竜王戦挑戦者決定3番勝負第2局」三浦弘行－木村一基（読売新聞、05.10.19～） - 著作部門：大賞 真部一男『升田将棋の世界』（日本将棋連盟、05.7） - 一般部門：佳作 橋本崇載「週将アマプロ平手戦五段戦第2局」橋本崇載－天野高志（週刊将棋、05.10.19～26号） | 高田宏 田辺忠幸 川北亮司 青野照市                             | [ 18 ] |
| 第19回 | 2007年 | - 観戦記部門：佳作 山田史生「第19期竜王戦竜王決定7番勝負第3局」佐藤康光－渡辺明（読売新聞、06.11.25～） - 観戦記部門：佳作 小暮克洋「第54期王座戦本戦準決勝第2局」佐藤康光－森下卓（日経新聞、06.8.24～） - 文芸部門：大賞 湯川博士『大江戸将棋所 伊藤宗印伝』（小学館、06.6） - 技術部門：大賞 藤井猛・鈴木宏彦『現代に生きる大山振り飛車』（日本将棋連盟、06.12） - 技術部門：話題賞 渡辺明 激動の将棋界において新鮮な話題を綴り続けたブログに対して | 高田宏 田辺忠幸 川北亮司 青野照市                             | [ 19 ] |
| 第20回 | 2008年 | - 観戦記部門：大賞 小暮克洋「第55期王座戦2次予選決勝第11局」木村一基－丸山忠久（日経新聞、07.5.10～） - 観戦記部門：優秀賞 勝又清和「第79期棋聖戦2次予選特選局第15局」谷川浩司－勝又清和（産経新聞、07.12.12～） - 文芸部門：大賞 中野英伴・大崎善生『棋神』（東京新聞出版局、07.10） - 技術部門：大賞 勝又清和『最新戦法の話』（浅川書房、07.4） - 技術部門：優秀賞 広瀬章人・遠藤正樹『とっておきの相穴熊』（毎日コミュニケーションズ、07.10） - 功労賞 団鬼六 近代将棋「鬼六面白談義」をはじめ将棋界への数々の貢献に対して - 奨励賞 桂九雀 詰将棋パラダイス「九雀の詰まらん話」の長年にわたる連載と将棋の催しへの貢献に対して | 川北亮司 木村晋介 西上心太                                    | [ 20 ] |
| 第21回 | 2009年 | - 観戦記部門：大賞 後藤元気「第34期棋王戦本戦3回戦第6局」深浦康市－行方尚史（共同通信、08.12.21～） - 観戦記部門：優秀賞 大川慎太郎「第66期名人戦7番勝負第6局」羽生善治－森内俊之（朝日新聞、08.6.26～） - 文芸部門：優秀賞 梅田望夫「機会の窓を活かした若き竜王」（将棋世界、09.3月号） - 文芸部門：優秀賞 森充弘・バトルロイヤル風間「広島の親分」（将棋ペン倶楽部、08.春号～09.春号） - 技術部門：大賞 鈴木宏彦『イメージと読みの将棋観』（日本将棋連盟、08.10） - 話題賞 伊奈めぐみ「妻の小言」（ブログ） 渡辺明竜王の妻である筆者が家庭生活を綴ったこのブログは、センス良く、間が良く、文芸的価値も高く、幅広い読者層を得た。 | 川北亮司 木村晋介 西上心太                                    | [ 21 ] |
| 第22回 | 2010年 | - 観戦記部門：大賞 原田史郎「第50期王位戦七番勝負第4局」木村一基－深浦康市（三社連合、09.9.24～） - 観戦記部門：優秀賞 早水千紗「第59回NHK杯将棋トーナメント3回戦第7局」糸谷哲郎－鈴木大介（NHK将棋講座、10.3月号） - 観戦記部門：優秀賞 湯川恵子「第36期アルゼ杯（現ユニバーサル杯）女流名人位戦A級」早水千紗－岩根忍（スポーツ報知、09.6.29～） - 文芸部門：大賞 梅田望夫『シリコンバレーから将棋を観る』（中央公論新社、09.4） - 文芸部門：文芸【特別賞】：井口昭夫『井口昭夫将棋観戦記選集（上・下）』（双峰社、09.6・09.9） - 技術部門：大賞 渡辺明『永世竜王への軌跡』（日本将棋連盟、09.7） - 技術部門：優秀賞 阿久津主税『必ず役立つプロの常識』（毎日コミュニケーションズ、09.12） - 技術部門：技術体系賞 森内俊之『矢倉の急所2』（浅川書房、09.5） - Web中継企画賞 北海道新聞社メディア局 マスコミ人ならではの視点で描かれ、多くの“観る将棋ファン”に喜ばれた、王位戦・女流王位戦ネット中継および中継ブログに対して。 - 功労賞 新井田基信 『新ニーダの定跡研究』（日本アマチュア将棋連盟刊）の著作および長年の将棋普及活動の功績に対して。 | 木村晋介 西上心太 所司和晴                                    | [ 22 ] |
| 第23回 | 2011年 | - 観戦記部門：大賞 後藤元気「第59回NHK杯戦準決勝第1局 歴史は繰り返す」渡辺明－糸谷哲郎（NHK将棋講座、10.5月号） - 観戦記部門：優秀賞 青（鈴木宏彦）「第68期名人戦七番勝負第4局」羽生善治－三浦弘行（朝日新聞、10.5.30～） - 文芸部門：大賞 塩田武士『盤上のアルファ』（講談社、11.1） - 技術部門：大賞 金子タカシ『寄せの手筋200』（浅川書房、10.4） - 特別賞：貴志祐介『ダークゾーン』（祥伝社、11.2） 本作品は将棋文芸の域を超えてファンを魅了し、将棋というゲームの可能性を限りなく広めたもので、その功績に感謝の意を表して。 | 木村晋介 西上心太 所司和晴                                    | [ 23 ] |
| 第24回 | 2012年 | - 観戦記部門：優秀賞 佐藤圭司「第69期名人戦七番勝負第5局」森内俊之－羽生善治（朝日新聞、11.6.12～） - 文芸部門：大賞（ノンフィクション）米長邦雄『われ敗れたり』（中央公論新社、12.2） - 文芸部門：大賞（フィクション）橋本長道『サラの柔らかな香車』（集英社、12.2） - 技術部門：大賞 村山慈明『ゴキゲン中飛車の急所』（浅川書房、11.12） - 技術部門：優秀賞 広瀬章人『広瀬流四間飛車穴熊勝局集』（日本将棋連盟、11.4） - 特別賞：谷川浩司『月下推敲 谷川浩司詰将棋作品集』（日本将棋連盟、11.7） 200年ぶりの永世名人による図式集。実戦型から構想作までの傑作100題は、広く将棋ファンに詰将棋の持つ楽しさと奥深さを十分に伝えた、その偉業に対して。 | 木村晋介 西上心太 所司和晴                                    | [ 24 ] |
| 第25回 | 2013年 | - 観戦記部門：大賞 勝又清和「第83期棋聖戦五番勝負第3局」羽生善治－中村太地 - 観戦記部門：大賞 湯川恵子「第39期女流名人位戦五番勝負第2局」上田初美－里見香奈 - 文芸部門：大賞 島朗『島研ノート 心の鍛え方』（講談社） - 文芸部門：優秀賞 後藤元気『将棋棋士の名言100』（出版芸術社） - 技術部門：大賞 上野裕和『将棋・序盤完全ガイド 振り飛車編』（マイナビ） - 技術部門：優秀賞 阿部健治郎『四間飛車激減の理由』（マイナビ） | 木村晋介 西上心太 所司和晴                                    | [ 25 ] |
| 第26回 | 2014年 | - 観戦記部門：大賞 北野新太「第63回NHK杯将棋トーナメント準々決勝」丸山忠久－三浦弘行（NHK将棋講座） - 観戦記部門：優秀賞 湯川恵子「第40期女流名人位戦五番勝負第2局」里見香奈－中村真梨花（報知新聞） - 文芸部門：大賞 天野貴元『オール・イン 実録・奨励会三段リーグ』（宝島社） - 文芸部門：優秀賞 森内俊之『覆す力』（小学館） - 技術部門：大賞 森信雄『逃れ将棋』（実業之日本社） - 技術部門：優秀賞 杉本昌隆『杉本流相振りのセンス』（発行：日本将棋連盟 発売：マイナビ） | 木村晋介 西上心太 所司和晴                                    | [ 26 ] |
| 第27回 | 2015年 | - 観戦記部門：大賞 大川慎太郎「第64期王将戦七番勝負第1局 渡辺明－郷田真隆（将棋世界）」 - 観戦記部門：優秀賞 藤田麻衣子「第28期竜王戦1組2回戦 橋本崇載－行方尚史（読売新聞）」 - 文芸部門：大賞 松本博文「ルポ 電王戦 人間 vs. コンピュータの真実」（NHK出版） - 文芸部門：優秀賞 今泉健司「介護士からプロ棋士へ 大器じゃないけど、晩成しました」（講談社） - 技術部門：大賞 藤井猛「角交換四間飛車を指しこなす本」（浅川書房） - 技術部門：優秀賞 村山慈明「矢倉5三銀右急戦」（浅川書房） | 木村晋介 西上心太 所司和晴                                    | [ 27 ] |
| 第28回 | 2016年 | - 観戦記部門：大賞 佐藤圭司「第73期名人戦七番勝負第2局 羽生善治－行方尚史（朝日新聞）」 - 観戦記部門：優秀賞 先崎学「第1期叡王戦決勝三番勝負第2局 郷田真隆－山崎隆之（ドワンゴ）」 - 文芸部門：大賞 佐藤康光「長考力 1000手先を読む技術」（幻冬舎） - 文芸部門：優秀賞 白鳥士郎「りゅうおうのおしごと!」（SBクリエイティブ） - 技術部門：大賞 鈴木大介「将棋戦型別名局集 四間飛車名局集」（マイナビ） - 技術部門：優秀賞 大平武洋「ネット将棋攻略! 早指しの極意」（マイナビ） | 木村晋介 西上心太 所司和晴                                    | [ 28 ] |
| 第29回 | 2017年 | - 観戦記部門：大賞 内田晶「第41期棋王戦五番勝負第4局 渡辺明－佐藤天彦（共同通信）」 - 観戦記部門：優秀賞 先崎学「第65期王座戦2次予選 三浦弘行－先崎学（日本経済新聞）」 - 文芸部門：大賞 後藤元気『将棋観戦記コレクション』（筑摩書房） - 技術部門：大賞 神谷広志『禁断のオッサン流振り飛車破り』（マイナビ出版） - 技術部門：優秀賞 石川陽生『将棋戦型別名局集4 三間飛車名局集』（マイナビ出版） - 特別賞：羽海野チカ『3月のライオン』 | 木村晋介 西上心太 所司和晴                                    | [ 29 ] |
| 第30回 | 2018年 | - 観戦記部門：大賞 大川慎太郎「第30期竜王戦決勝トーナメント1回戦 藤井聡太－増田康宏（読売新聞）」 - 文芸部門：大賞 杉本昌隆『弟子・藤井聡太の学び方』（PHP研究所） - 文芸部門：優秀賞 柚月裕子『盤上の向日葵』（中央公論新社） - 技術部門：大賞 藤井猛『四間飛車上達法』（浅川書房） - 技術部門：優秀賞 永瀬拓矢『全戦型対応版 永瀬流負けない将棋』（マイナビ出版） - 特別賞：山本一成『人工知能はどのようにして「名人」を超えたのか？』（ダイヤモンド社） | 木村晋介 西上心太 所司和晴                                    | [ 30 ] |
| 第31回 | 2019年 | - 観戦記部門：大賞 白鳥士郎「第3期叡王戦決勝七番勝負第1局 金井恒太―高見泰地（ニコニコニュース）」 - 観戦記部門：優秀賞 田中幸道「第89期棋聖戦五番勝負第5局 羽生善治ー豊島将之（産経新聞）」 - 文芸部門：大賞 野澤亘伸『師弟』（光文社）・「師弟 少年時代に交わした二つの約束 畠山鎮七段×斎藤慎太郎王座」（将棋世界） - 文芸部門：優秀賞 北野新太「最終局」（小説野性時代）、佐川光晴『駒音高く』（実業之日本社） - 技術部門：大賞 杉本昌隆『将棋・究極の勝ち方 入玉の極意』（マイナビ出版） - 技術部門：優秀賞 西尾明『コンピュータは将棋をどう変えたか？』（マイナビ出版） | 木村晋介 西上心太 所司和晴                                    | [ 31 ] |
| 第32回 | 2020年 | - 観戦記部門：大賞 諏訪景子「第77期名人戦七番勝負第3局」佐藤天彦－豊島将之（朝日新聞） - 観戦記部門：優秀賞 椎名龍一「第77期名人戦七番勝負第3局」佐藤天彦－豊島将之（毎日新聞） - 文芸部門：大賞 北野新太『木村の二十一秒 不撓の河を渉れ』（将棋世界） - 文芸部門：優秀賞 新井政彦『時空棋士』（マイナビ出版） - 技術部門：大賞 若島正『盤上のフロンティア 』（河出書房新社） - 技術部門：優秀賞 佐藤慎一『1手ずつ解説! 将棋の筋が良くなる棋譜並べ上達法』（マイナビ出版） | 木村晋介 西上心太 所司和晴                                    | [ 32 ] |
| 第33回 | 2021年 | - 観戦記部門：大賞 椎名龍一「第78期名人戦七番勝負第1局」 豊島将之－渡辺明 （毎日新聞） - 観戦記部門：優秀賞 上地隆蔵「第10期女流王座戦五番勝負第1局」 里見香奈－西山朋佳 （日本経済新聞） - 文芸部門：大賞 樋口薫『受け師の道 百折不撓の棋士・木村一基』 （東京新聞） - 文芸部門：優秀賞 奥泉光『死神の棋譜』 （新潮社） - 技術部門：大賞 あらきっぺ（荒木隆）『現代将棋を読み解く７つの理論』 （マイナビ出版） - 技術部門：優秀賞 高野秀行、岡部敬史、 さくらはな。『「初段になれるかな」大会議』 （扶桑社） - 特別賞：株式会社 文藝春秋 多くの「観る将棋ファン」に喜ばれ支持された以下の雑誌・書籍の出版・コンテンツの提供を行ったことに対して。 - Sports Graphic Number 1010号 藤井聡太と将棋の天才。 - Sports Graphic Number 1018号 藤井聡太と将棋の冒険。 - 文春オンライン 「観る将棋、読む将棋」 - 文春ムック 『文春将棋 読む将棋2021』 - 文春ムック 『阿川佐和子のこの棋士に会いたい』 - オール讀物2021年2月号 「将棋」を読む - 週刊文春 連載「師匠はつらいよ」（杉本昌隆八段）の企画立案                                                    | 木村晋介 西上心太 所司和晴                                    | [ 33 ] |
| 第34回 | 2022年 | - 観戦記部門：大賞 椎名龍一「第80期A級順位戦」豊島将之－佐藤天彦（毎日新聞） - 観戦記部門：優秀賞 藤井奈々「第34期竜王戦七番勝負第3局」藤井聡太－豊島将之（読売新聞） - 文芸部門：大賞 松浦寿輝『無月の譜』（毎日新聞出版） - 文芸部門：優秀賞 芦沢央『神の悪手』（新潮社） - 技術部門：大賞 石川泰『将棋 とっておきの速度計算』（マイナビ出版） - 技術部門：優秀賞 飯島篤也『級位者のための将棋上達法』（マイナビ出版） - 特別賞：日本女子プロ将棋協会『駒我心 ～初代女流名人 蛸島彰子の歩み～』（日本女子プロ将棋協会） | 川北亮司 西上心太 所司和晴 森田正光                           | [ 34 ] |
| 第35回 | 2023年 | - 観戦記部門：大賞 大川慎太郎「第70期王座戦五番勝負第4局」 豊島将之－永瀬拓矢（日本経済新聞） - 観戦記部門：優秀賞 加藤まどか「第80期名人戦七番勝負第2局」 斎藤慎太郎－渡辺明（毎日新聞） - 文芸部門：大賞 橋本長道『覇王の譜』 （新潮社） - 技術部門：大賞 郷田真隆 『一刀流 郷田真隆矢倉勝局集』 （マイナビ出版） - 技術部門：優秀賞 上野裕和『将棋・終盤完全ガイド 速度計算編』 （マイナビ出版） - 特別賞：日本女子プロ将棋協会『駒我心 ～初代女流名人 蛸島彰子の歩み～』（日本女子プロ将棋協会） | 川北亮司 西上心太 所司和晴 森田正光                           | [ 35 ] |
| 第36回 | 2024年 | - 観戦記部門：大賞 若島正「第71期王座戦五番勝負第3局」 藤井聡太－永瀬拓矢（日本経済新聞） - 観戦記部門：優秀賞 後藤元気「第81期名人戦七番勝負第1局」 渡辺明－藤井聡太（朝日新聞） - 文芸部門：大賞 弦巻勝『将棋カメラマン: 大山康晴から藤井聡太まで「名棋士の素顔」』（小学館） - 文芸部門：優秀賞 松本博文『棋承転結 24の物語 棋士たちのいま』（朝日新聞出版） - 技術部門：大賞 藤井猛 『藤井猛全局集 竜王三連覇とＡ級の激闘』 （マイナビ出版） - 技術部門：優秀賞 金子タカシ『ロジカルな必死200』（浅川書房） - 特別賞：熊澤良尊『駒と歩む』（名駒大鑑刊行会） | 川北亮司 西上心太 所司和晴 森田正光                           | [ 36 ] |